# إعادة تعريف الوحدات الأساسية في النظام الدولي للوحدات

Current (2018) SI system: اعتماد تعاريف base unit على الوحدات الأساسية الأخرى (على سبيل المثال، يتم تعريف متر من حيث المسافة سافر بواسطة ضوء في جزء محدد من الثانية ، مع ثوابت الطبيعة والمصنوعات اليدوية المستخدمة لتعريفها (مثل كتلة كيلوغرام للكيلوغرام).

نظام SI المقترح: اعتماد تعريفات الوحدة الأساسية على فيزيائي ثابت مع قيم رقمية ثابتة وعلى الوحدات الأساسية الأخرى المشتقة من نفس المجموعة من الثوابت.

في 16 نوفمبر 2018، صوتت اللجنة الدولية للأوزان والمقاييس (CIPM) بالإجماع على إجراء تعديلات بسيطة على الوحدات الأساسية SI، خلال المؤتمر العام السادس والعشرين بشأن الأوزان والمقاييس (CGPM). وستدخل التعديلات حيز التنفيذ في 20 مايو 2019.
تم تصميم النظام المتري في الأصل على أنه نظام للقياس يمكن استخلاصه من الظواهر غير المتغيرة. ومع ذلك، عندما تم إدخال النظام المتري لأول مرة في فرنسا في عام 1799، استلزمت القيود التقنية استخدام القطع الأثرية (مقياس النموذج الأولي وكيلوغرام النموذج) بدلاً من ذلك. في عام 1960 تم إعادة تعريف المتر من حيث طول موجة الضوء من مصدر معين، مما يجعلها مشتقة من الظواهر الطبيعية، تاركا كيلوغرام النموذج كنقطة أثرية فقط تعتمد عليها تعريفات وحدة SI. إذا تم قبول إعادة التعريف المقترحة، فسيكون النظام المتري (SI)، لأول مرة، قابلاً للاشتقاق كليا من الظواهر الطبيعية.
يمكن تلخيص المقترح على النحو التالي:
ما تزال هناك نفس الوحدات الأساسية السبعة (الثانية، والمتر، والكيلوغرام، والأمبير، والكلفن، والمول).
سيتم إعادة تعريف كيلوغرام وأمبير، كلفن ومول عن طريق اختيار القيم العددية الدقيقة لثابت بلانك، الشحنة الكهربائية الأولية، ثابت بولتزمان، وثابت أفوجادرو، على التوالي.
ويتم تعريف الثانية، متر وكانديلا بالفعل من قبل الثوابت الفيزيائية وأنه من الضروري فقط لتعديل تعريفاتها الحالية. ستعمل التعريفات الجديدة على تحسين SI دون تغيير حجم أي وحدات، وبالتالي ضمان الاستمرارية بالقياسات الحالية.
مزيد من التفاصيل موجودة في مشروع الفصل من كتيب SI التاسع.
كان آخر تعديل رئيسي للنظام المتري في عام 1960 عندما تم نشر النظام الدولي للوحدات (SI) رسميا كمجموعة متماسكة من وحدات القياس.
يتم تنظيم SI حول سبع وحدات أساسية لا يتم تقييد تعريفاتها بواسطة أي وحدة أخرى ووحدات أخرى مسماة 22 وحدة مشتقة من هذه الوحدات الأساسية. وعلى الرغم من أن مجموعة الوحدات تشكل نظامًا متماسكًا، فإن التعاريف لا تفعل ذلك.
سعت الحاجة إلى الاقتباس الاقتراح المعروض على CIPM إلى تصحيح هذا باستخدام الكميات الأساسية للطبيعة كأساس لاشتقاق الوحدات الأساسية. وهذا يعني، من بين أمور أخرى، أن كيلوغرام النموذج الأولي سوف يتوقف عن استخدامه كنسخة طبق الأصل من الكيلوغرام. الثانية والمتر محددة بالفعل بهذه الطريقة.
وقد نشر عدد من المؤلفين انتقادات للتعريفات الغير مستعملة - بما في ذلك أن الاقتراح قد فشل في معالجة تأثير كسر الرابط بين تعريف الدالتون {11} وتعريفات الكيلوغرام، ومول وثابت أفرجادور.

## الخلفية
المقال الرئيسي: تاريخ النظام المتري.
تم تطوير البنية الأساسية لـ SI حوالي 170 عامًا (1791 حتى 1960). منذ عام 1960، جعلت التطورات التكنولوجية من الممكن معالجة نقاط الضعف المختلفة في SI ، مثل الاعتماد على القطع الأثرية لتحديد الكيلوغرام.

## تطوير SI
خلال السنوات الأولى من الثورة الفرنسية ، قرر قادة الجمعية الوطنية التأسيسية الفرنسية إدخال نظام جديد تماما من القياس على أساس مبادئ المنطق والظواهر الطبيعية.
وعلى وجه التحديد، تم تعريف جهاز القياس على أنه واحد من عشرة ملايين من المسافة من القطب الشمالي إلى خط الاستواء، والكيلوغرام ككتلة واحد من الألف من المتر المكعب من الماء النقي.
على الرغم من أن هذه التعريفات قد تم اختيارها بحيث لا يستطيع أحد «امتلاك» الوحدات، إلا أنه لا يمكن قياسها بما يكفي من الراحة أو الدقة للاستخدام العملي. بدلا من ذلك، تم إنشاء الإنجازات في شكل «المحفوظات ديس المحفوظات» و«الكيلوغرام دي المحفوظات» التي كانت «أفضل محاولة» في تحقيق هذه المبادئ.
في عام 1875، وفي ذلك الوقت، أصبح استخدام النظام المتري منتشرًا في أوروبا وأمريكا اللاتينية، فقد اجتمعت عشرون دولة صناعية متطورة من أجل اتفاقية المقياس. وكانت النتيجة توقيع معاهدة المقياس، حيث تم إنشاء ثلاث هيئات للاحتفاظ بالوحدة النموذجية للكيلوجرام والمتر، ولتنظيم المقارنات مع النماذج الأولية. 13 14 قد كانوا:
- المؤتمر العام للأوزان والمقاييس (المؤتمر العام المعني بالأوزان والمقاييس / Conférence générale des poids et mesures)- يجتمع المؤتمر كل أربع إلى ست سنوات ويتألف من مندوبي الدول التي وقعت على الاتفاقية. يناقش ويفحص الترتيبات اللازمة لضمان نشر وتحسين النظام الدولي للوحدات ويؤيد نتائج المقاييس المترولوجية الأساسية الجديدة.
- اللجنة الدولية للأوزان والمقاييس(اللجنة الدولية للأوزان والمقاييس / اللجنة الدولية للشعوب والأوساخ) - تتألف اللجنة من ثمانية عشر عالماً بارزًا، كل واحد منهم من بلد مختلف، ترشحه CGPM. تجتمع لجنة CIPM سنويًا وتكلف بتقديم المشورة إلى CGPM. قامت لجنة CIPM بإنشاء عدد من اللجان الفرعية، كل منها يحمل مجال اهتمام خاص. واحدة من هذه، تقوم اللجنة الاستشارية للوحدات (CCU) ، من بين أمور أخرى، بتقديم المشورة إلى CIPM حول الأمور المتعلقة بوحدات القياس.
- المكتب الدولي للأوزان والمقاييس(المكتب الدولي للأوزان والمقاييس/ المكتب الدولي للصباغة والسماعات ) - يوفر المكتب حفظاً آمناً للكيلوغرام العالمي للمتر والعداد، ويوفر مرافق مختبرية لإجراء مقارنات منتظمة للنماذج الأولية الوطنية مع النموذج الأولي الدولي وهي أمانة اللجنة CIPM وCGPM.

وافقت ((1889 CGMP لأول مرة بشكل رسمي على استخدام 40 وحدة أولية و 40 كيلوغرامًا أوليًا من الشركة البريطانية Johnson Matthey وفقًا للمعايير المنصوص عليها في اتفاقية العداد.تم ترشيح واحد من كل من هذه النماذج بالقرعة كنماذج أولية دولية، وتم الاحتفاظ بنسخ أخرى من قبل CGPM كنسخ عمل وتم توزيع الباقي على الدول الأعضاء لاستخدامها كنماذج أولية وطنية. في فترات منتظمة تم مقارنة النماذج الأولية الوطنية وإعادة معايرتها ضد النموذج الأولي الدولي.
وفي عام 1921، تمت مراجعة اتفاقية القياس وتم تمديد ولاية CGPM لتوفير معايير لجميع وحدات القياس، وليس فقط الكتلة والطول. في السنوات التالية تولى CGPM مسؤولية توفير معايير التيار الكهربائي (1946)، والإضاءة (1946)، ودرجة الحرارة (1948)، والوقت (1956) والكتلة المولية (1971).

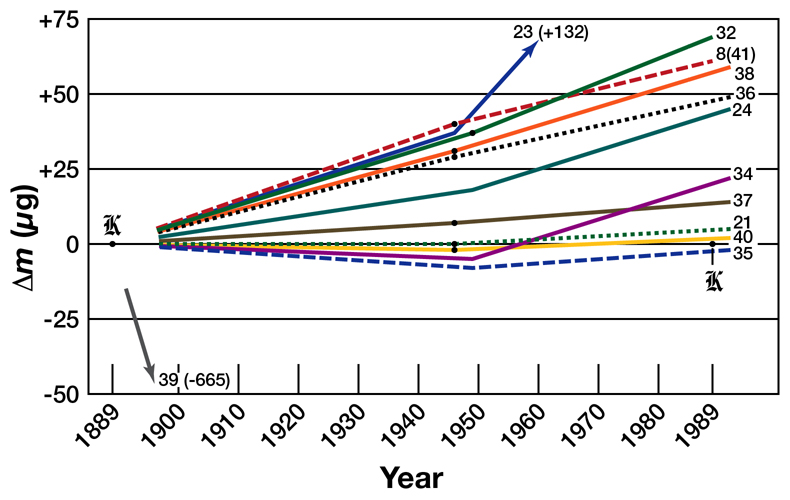
Massالانجراف الجماعي مع مرور الوقت من النماذج الأولية الوطنية prototypes K21–K40, plus two of the كيلوغرام's (IPK's) sister copies: K32 and K8(41). All mass changes are relative to the IPK.

[[
 and K8(41).<ref]]
أصدرت CGPM (1948) توجيهات إلى CIPM "لتقديم توصيات لنظام عملي واحد لوحدات القياس، مناسبة للتبني من قبل جميع البلدان التي تلتزم باتفاقية عداد". [20] وقدمت التوصيات المستندة إلى هذه الولاية إلى الدورة الحادية عشرة (CGPM) (1960) حيث تم قبولها رسمياً وحصلت على اسم "Système International d'Unités" واختصارها " SIL1[21]

## حافز للتغيير
لا يعد تغيير المبادئ الأساسية وراء تعريف وحدات قاعدة SI سابقة. حددت CGPM الحادية عشر (1960) مقياس SI من حيث الطول الموجي لإشعاع الكريبتون 86، لتحل محل شريط متر ما قبل SI.
حل (CGPM 13 (1967) محل التعريف الأصلي للثاني (الذي كان يعتمد على الحساب الخلفي لدوران الأرض في عام 1900) مع تعريف يعتمد على تردد الإشعاع الصادر بين مستويين مفرطين من الحالة الأرضية من السيزيوم 133 ذرة. وحلت CGPM (1983).
في عام 1961 محل تعريف عام 1960 للمقياس مع واحد على أساس الثاني، من خلال إعطاء تعريف دقيق لسرعة الضوء بوحدات متر في الثانية. 22
على مر السنين، تم الكشف عن انجرافات تصل إلى 2 × 10-8 كيلوغراما سنويا في الكيلوغرامات النموذجية الوطنية نسبة إلى كيلوغرام النموذج الدولي.
لم تكن هناك طريقة لتحديد ما إذا كانت النماذج الأولية الوطنية قد اكتسبت كتلة أو ما إذا كان IPK قد فقد الكتلة. 23 في الاجتماع الحادي والعشرين للـ CGPM (1999)، تم حث المختبرات الوطنية على البحث عن طرق لكسر الرابط بين الكيلوغرام والقطع اليدوية المحددة. ومنذ ذلك الحين، حدد عالم المقاييس في جامعة نيوكاسل بيتر كمبولون امتصاص بخار الزئبق أو التلوث الكربوني كأسباب محتملة لهذا الانجراف. 24 25.
وبصرف النظر عن هذا الانجراف بعد أن تم تحديده، فإن مشروع Avogadro وتطوير توازن Kibble (المعروف باسم «توازن الواط» قبل عام 2016) وعدا طرق لقياس كتلة بشكل غير مباشر بدقة عالية جدا. قدمت هذه المشاريع الأدوات التي من شأنها تمكين وسائل بديلة لإعادة تعريف الكيلوغرام. [26]
وأشار تقرير نشر في عام 2007 من قبل اللجنة الاستشارية لقياس درجة الحرارة (CCT) إلى CIPM إلى أن تعريفها الحالي لدرجة الحرارة أثبت أنه غير مرض بالنسبة لدرجات حرارة تقل عن 20 درجة كلفن ودرجات حرارة أعلى من 1300 درجة كل kن. ورأت اللجنة أن ثابت بولتزمان يوفر أساسًا أفضل لقياس درجة الحرارة مقارنة بالنقطة الثلاثية للمياه، حيث أنها تغلبت على هذه الصعوبات. [27]
في اجتماعها الثالث والعشرين (2007)، كلفت CGPM CIPM للتحقيق في استخدام الثوابت الطبيعية كأساس لجميع وحدات القياس بدلا من القطع الأثرية التي كانت تستخدم بعد ذلك. في العام التالي تم اعتماد هذا من قبل الاتحاد الدولي للفيزياء البحتة والتطبيقية [28].
```
(IUPAp.في اجتماع لـ CCU عقد في ريدينغ، المملكة المتحدة، في سبتمبر 2010، تم الاتفاق على قرار [29] ومسودة التغييرات في نشرة SI التي كانت ستعرض على الاجتماع القادم للجنة CIPM في أكتوبر 2010 من حيث المبدأ. [30] ووجد اجتماع CIPM في أكتوبر 2010 أن «الشروط التي حددها المؤتمر العام في اجتماعه الثالث والعشرين لم يتم الوفاء بها بالكامل بعد. [ملاحظة 2] ولهذا السبب لا يقترح CIPM تنقيح SI في الوقت الحالي»؛ [32] ومع ذلك، قدمت CIPM قرارًا للنظر فيه في اجتماع CGPM 24 (17-21 أكتوبر 2011) للموافقة على التعريفات الجديدة من حيث المبدأ، ولكن ليس لتنفيذها حتى يتم الانتهاء من التفاصيل. [33] قبل المؤتمر هذا القرار، [34] وبالإضافة إلى ذلك، نقل CGPM موعد الاجتماع الخامس والعشرين من 2015 إلى 2014. [35]
```

```
في الاجتماع الخامس والعشرين (18-20 نوفمبر 2014)، تبين أنه «على الرغم من [التقدم المحرز في المتطلبات الضرورية] ، فإن البيانات لا تبدو قوية بما فيه الكفاية بالنسبة إلى CGPM لاعتماد SI المعدل في اجتماعها الخامس والعشرين»، [37] وبالتالي تأجيل المراجعة إلى الاجتماع التالي في عام 2018. هناك مشروع منقح 
لمشروع القرار A
 للنظر فيه في الاجتماع السادس والعشرين للـ [[CGPM. 
38
```

## المقترح
بناءً على توصية اللجنة الاستشارية للوحدات (CCU)، اقترحَ المكتب الدولي للأوزان والمقاييس (BIPM) أنهُ بالإضافة إلى سُرعة الضوء، فإنه يجب تحديد أَربعة ثوابت طبيعية أُخرى لتكون لها قيم دقيقة. باستعمال القيم المُوصى بها للتوحيد بواسطة التعديل 2017 للجنة بيانات العلوم والتقنية، فإنها ستكون:
- ثابت بلانك h بالضبط يساوي 6.62607015×10−34 جول ثانية (ج⋅ث).
- شحنة أولية e بالضبط يساوي 1.602176634×10−19 كولوم (ك).
- ثابت بولتزمان k بالضبط يساوي 1.380649×10−23 جول لكل كلفن (ج⋅ك−1).
- ثابت أفوجادرو NA بالضبط يساوي 6.02214076×1023 مول متبادل (مول−1).

وصفت هذه الثوابت في إصدار عام 2006 من دليل SI ، ولكن في هذا الإصدار تم تعريف الثلاثة الأخيرة على أنها «ثوابت يتم الحصول عليها بالتجربة» بدلاً من «تحديد الثوابت».
واقترحت وحدة CCU أيضًا أن يتم الاحتفاظ بالقيم العددية المرتبطة بالثوابت التالية دون تغيير:
- في سرعة الضوء c هو بالضبط يساوي458 ,792 ,299 متر في الثانية (m⋅s−1).
حالة قاعدية بنية فائقة الدقة تقسم تردد من السيزيوم -  Δν(¹³³Cs) هو بالضبط يساوي770,631,192,9 (هرتز).
كفاءة الإضاءة  K من الإشعاع أحادية التردد 540 × 10¹² هرتز هو بالضبط يساوي 683 لومن لكل واط (lm⋅W−1)

يتم إعادة التعاريف السبعة السابقة بعد تحويل الوحدات المشتقة (جول، كولوم، هيرتز، لومن وواط) إلى الوحدات الأساسية (الثانية، متر، كيلوغرام، أمبير، كلفن، مول وكانديلا)، وفقًا للمشروع المحدث للطبعة التاسعة من نشرة SI 2016 ، يشير الرمز sr إلى وحدة ستراديان بدون أبعاد .
- ΔνCs = Δν(133Cs)hfs = 9192631770 s−1
- c = 299792458 m⋅s−1
- h = 6.62607015×10−34 kg⋅m2⋅s−1
- e = 1.602176634×10−19 A⋅s
- k = 1.380649×10−23 kg⋅m2⋅K−1⋅s−2
- NA = 6.02214076×1023 mol−1
- Kcd = 683 cd⋅sr⋅s3⋅kg−1⋅m−2

بالإضافة إلى ذلك يقترح CIPM التالي:
- تقاعد الكيلوغرام الدولي الأول وإلغاء التعريف الحالي للكيلوغرام .
- التعريف الحالي للامبير ينسخ .
- التعريف الحالي للكلفن ينسخ والتعريف الحالي للمول يتم تنقيحه.

وستؤثر هذه التغييرات في إعادة تحديد الوحدات الأساسية للنظام الدولي للوحدات، على الرغم من أن تعاريف وحدات النظام SI المشتقة من حيث الوحدات الأساسية ستظل كما هي.

## التأثير على تعريف الوحدات الأساسية
أوصى مقترح CCU بتعديل نص تعاريف جميع الوحدات الأساسية أو إعادة كتابته ;بتغيير التركيز من وحدة صريحة إلى تعاريف من النوع الثابت.40
تحدد تعريفات نوع الوحدة الصريحة وحدة..: من حيث نموذج معين لهذه الوحدة - على سبيل المثال في 1324، عرّف إدوارد الثاني البوصة بأنها طول ثلاثة بارليكورن 41
ومنذ 1889 تم تعريف الكيلوغرام: بأنه كتلة الكيلوغرام الدولي. وهنالك تعريفات ثابتة صريحة بحيث يتم إعطاء قيمة ثابتة لقيمة محددة ويظهر تعريف الوحدة كنتيجة لذلك. على سبيل المثال، في عام 1983، تم تعريف سرعة الضوء لتكون بالضبط 299792458 متر في الثانية، وبما أن الثانية قد تم تعريفها بشكل مستقل، يمكن بالتالي اشتقاق طول المتر.
ويرد أدناه التعاريف الحالية 22 (اعتبارا من 2018) واقترح 10 39 (المتوقع 2019) أدناه.

## وحدة الثانية
التعريف المقترح للثاني: هو بالفعل نفس التعريف الحالي، والفرق الوحيد هو أن الشروط التي ينطبق عليها تعريف التعريف أكثر دقة.
التعريف الحالي: والثاني هو مدة 9192631770 فترات من الإشعاع المقابلة للانتقال بين مستويي hyperfine من الحالة الأرضية للذرة السيزيوم 133.
تعريف مقترح: الرمز الثاني، s ، هو وحدة SI للوقت؛ يتم تعريفه عن طريق أخذ القيمة العددية الثابتة لقيم ΔνCs لتواترالسيزيوم: وهو تردد انتقال فائق الدقة لظروف الحالة الأرضية في ذرة السيزيوم 133، ليكون 9192631770 عند التعبير عنه بوحدة Hz ، التي تساوي s 1.

## وحدة المتر
إن التعريف المقترح للمقياس هو نفسه تمامًا مثل التعريف الحالي، والفرق الوحيد هو أن الوحدة القياسية الإضافية في تعريف الثانية سوف تنتشر إلى المقياس.
التعريف الحالي:
المقياس: هو طول المسار المسير بالضوء في الفراغ خلال فاصل زمني لـ299792458

### الكيلو غرام

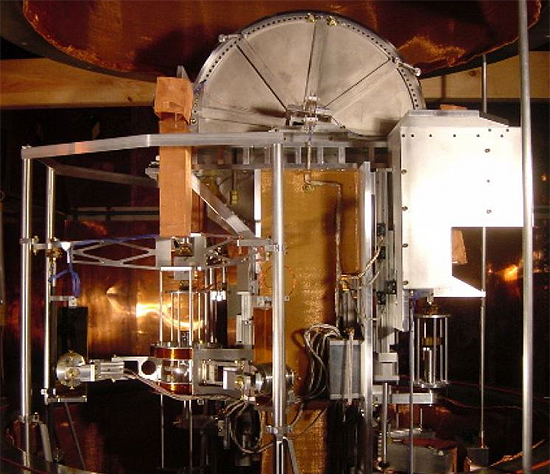
A التوازن الطفيف ، والذي يتم استخدامه لقياس ثابت بلانك من حيث الكيلوغرام الدولي الأولي.

يرجع تعريف الكيلوغرام إلى تغير جوهري
- يعرّف الكيلوغرام  :
```
على أنه كتلة الكيلوغرام الدولي الأول، والذي هو عبارة عن قطعة أثرية وليست ثابتة للطبيعة {
43
}
في الوقت الحالي؛ يربطها بما يعادلها كتلة من طاقة الفوتون بالنظر إلى تردده، عبر ثابت بلانك.
```

التعريف الحالي: الكيلوغرام هو وحدة الكتلة. إنها تساوي كتلة النموذج الدولي للكيلوغرام.
تعريف مقترح: الكيلوغرام، الرمز kg ، هو وحدة SI للكتلة. يتم تعريفه عن طريق أخذ القيمة العددية الثابتة لـ ثابت بلانك h إلى 6.62607015 × 10−34 عندما يتم التعبير عنها في الوحدة J⋅s ، والتي تساوي kg⋅m2⋅s − 1، حيث يتم تحديد المتر والثاني من حيث c و ΔνCs.
من نتائج هذا التغيير أن التعريف الجديد للكيلوغرام يعتمد على تعريفات الثانية والمتر.

## وحدة أمبير
```
يخضع تعريف 
الأمبير
 في الوقت الحالي الذي يصعب تحديده بدقة عالية في الممارسة، تعريفا أكثر سهولة وأسهل في الإدراك.
```

التعريف في الوقت الحالي :
إن الأمبير: هو تيار ثابت والذي إذا تم الحفاظ عليه في اثنين من الموصلات المتوازية المستقيمة لطول لا نهائي، مع مقطع عرضي دائري لا يعتد به، ووضع 1 متر في الفراغ، سينتج بين هذه الموصلات قوة تساوي 2 × 10− 7 نيوتن لكل متر من الطول.
تعريف مقترح: إن الأمبير، يرمز له A ، هو وحدة SI للتيار الكهربائي. يتم تعريفه عن طريق أخذ القيمة العددية الثابتة للشحنة الابتدائية e لتكون 1.602176634 × 10-19 عند التعبير عنها في الوحدة C ، التي تساوي A⋅s ، حيث يتم تعريف القيمة الثانية من حيث ΔνCs.
بما أن التعريف الحالي يحتوي على مرجع للقوة، التي لها أبعاد (MLT − 2)، فإن ذلك يعني أنه في SI ، يجب تحديد الكيلوغرام والمتر والثاني، الوحدات الأساسية التي تمثل هذه الأبعاد، قبل تحديد الأمبير.
```
النتائج الأخرى لهذا هي أنه في SI يتم تثبيت قيمة نفاذية الفراغ (μ0) عند 4π × 10−7 H⋅m − 1 بالضبط. {
44
}
```

```
بما أن سرعة الضوء في الفراغ (c) ثابتة أيضاً، فهي تتبع العلاقة. 
```

{\displaystyle c^{2}={\frac {1}{\mu _{0}\varepsilon _{0}}}}
```
حيث أن السماحة الفراغية
 (
ε
0
) لها قيمة ثابتة .
```

والعلاقة
{\displaystyle Z_{0}={\sqrt {\frac {\mu _{0}}{\varepsilon _{0}}}},}
```
وانها تعتمد على المساحة الفارغة
 (
Z
0
) تعتمد على قيمة ثابته .
[
8
]
```

من نتائج التغييرات المقترحة على تعريف الأمبير أن التعريف لن يعتمد على تعريفات الكيلوغرام والمتر، بل سيعتمد على تعريف الثانية. بالإضافة إلى ذلك، فإن القيم العددية لنفاذية الفراغ، وسماحية الفراغ، ومقاومة الفضاء الحر، والتي، في التعريف الحالي دقيقة، ستخضع لخطأ تجريبي.{46}

## وحدة كلفن
```
يخضع تعريف 
كلفن
 لتغيير أساسي. بدلاً من استخدام النقطة الثلاثية من الماء لإصلاح مقياس درجة الحرارة، يوصي المقترح باستخدام 
مكافئ الطاقة
 كما هو موضح بواسطة [معادلة بولتزمان].
```

 'التعريف الحالي'  لكلفن:
```
هي وحدة 
درجة الحرارة الحرارية
، هي 
1
/
 273.16
 من الحرارة الديناميكية الحرارية لـ 
النقطة الثلاثية
 من 
ماء
.
```

 'التعريف المقترح لكلفن:'  ويرمز له الرمز [K] : هو وحدة SI لدرجة الحرارة الديناميكية الحرارية. يتم تعريفه من خلال أخذ القيمة العددية الثابتة لـ ثابت بولتزمان 'k' 'لتكون 1.380649×10−23 عند التعبير عنها في الوحدة J⋅K  −1  ، وهو يساوي kg⋅m  2  ⋅s  −2  ⋅K  −1  ، حيث يكون الكيلوغرام والمتر والثاني محددة من حيث  h  و  c  و Δν   Cs .
وواحدة من هذه نتائج هذا التغيير أن التعريف الجديد يجعل تعريف الكلفن يعتمد على تعريفات الثانية، والمتر، والكيلوغرام.

## وحدة مول

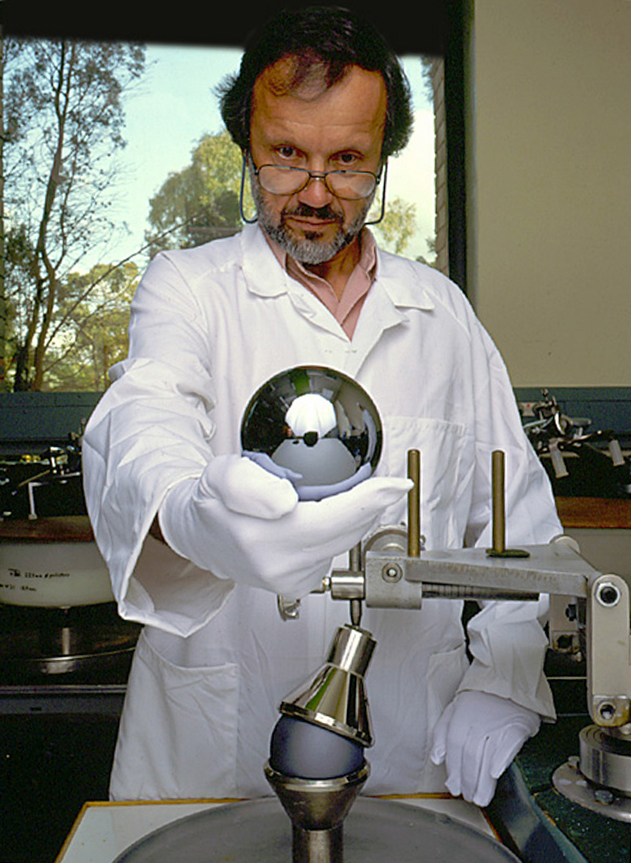
إطار شبه مثالي للسيليكون النقي جداً - جزء من مشروع أفوجادرو ، تنسيق أفوجادرو الدولي, an ثابت أفوجادرو project to determine the ثابت أفوجادرو

يربط التعريف الحالي لـ مول بالكيلوغرام. وسيقوم التعريف المقترح بقطع هذه الصلة عن طريق جعل وحدة المول عددًا محددًا من الكيانات من المادة المعنية.
بينما  'التعريف الحالي:' 
```
المول هو 
كمية المادة
 من نظام يحتوي على العديد من الكيانات الأولية حيث يوجد ذرات في 0.012 كيلوغرام من 
الكربون -12
. عندما يتم استخدام وحدة مول، يجب تحديد 
الكيانات الأولية
، ويمكن أن تكون 
ذرة
 ق، 
جزيء
 ق، 
أيون
، 
إلكترون
، جسيمات أخرى، أو مجموعات محددة من هذه الجسيمات.
```

التعريف المقترح:  وحدة مول، الرمز {mol} ، هي وحدة SI لكمية المادة. يحتوي المول الواحد على كيانات أولية 6.02214076×1023. وهذا الرقم هو القيمة العددية الثابتة لـ أفوغادرو ثابت،  N   A  ، عندما يتم التعبير عنها في الوحدة mol .
مقدار المادة : ويرمز له ب n  وهو خاص بالنظام: هو مقياس لعدد الوحدات الأولية المحددة. قد يكون الجزء الأولي عبارة عن ذرة أو جزيء أو أيون أو إلكترون أو أي جسيم آخر أو مجموعة محددة من الجسيمات.
إحدى نتائج هذا التغيير: هي أن العلاقة الحالية المحددة بين كتلة ذرة  12  C ، ودالتون، والكيلوغرام، وعدد Avogadro لن تكون صالحة بعد الآن.
لذلك يجب تغيير أحد ما يلي:
- كتلة ذرة  12  C هي بالضبط 12 دالتون.
- عدد الدالتون في جرام هو بالضبط القيمة العددية لرقم Avogadro.

وتنطوي صياغة مسودة الكتيب الرقمي التاسع على المعنى الأول، وهو ما يعني أن الثانية لن تكون صحيحة بعد الآن.
ش إن mass mass mass constant ، في حين أنه لا يزال مع دقة بالغة الانها تبقى مساوية لـ 1 غم / مول، وهذا لن يكون مساوياً لها بالضبط.

## وحدة كانديلا
التعريف المقترح للوحدة كانديلا هو نفس التعريف الحالي، مع الاختلاف الوحيد هو أن الشيء الإضافي في تعريف الثانية والمتر سوف تنتشر إلى الشمعة.
التعريف الحالي:
الشمعة ؛ هي الشدة المضيئة، في اتجاه معين، لمصدر يصدر إشعاعًا أحادي اللون بتردد 540 × 1012 هرتز ويكون له كثافة إشعاعية في ذلك الاتجاه.
1/638 واط .
بينما تعريف مقترح: إن {كانديلا} ، يرمز لها {cd} ، هو وحدة SI من شدة الإضاءة في اتجاه معين. يتم تعريفه من خلال أخذ القيمة العددية الثابتة للفعالية المضيئة للإشعاع أحادي اللون من التردد 540 × 1012 هرتز، كدك، لتكون 683 عند التعبير عنها في الوحدة lm⋅W − 1، والتي تساوي cd⋅sr⋅W − 1 أو cd⋅sr⋅kg − 1⋅m − 2⋅s3 ، حيث يتم تعريف الكيلوغرام والمتر والثاني من حيث h و c و ΔνCs.

## التاثير على إعادة إنتاج الوحدات الأساسية
ملاحظة {4} {49} ، سيتم تعريف جميع الوحدات الأساسية من حيث الثوابت الفيزيائية العامة، ولكن بدون روابط مباشرة بين الثوابت ووحدات القاعدة. وبالتالي ستكون هناك حاجة لستة ثوابت فيزيائية لتحديد الوحدات الأساسية الست.
```
تم تصميم SI لأول مرة، كان هناك أكثر من ستة ثوابت فيزيائية مناسبة يمكن للمصممين الاختيار من بينها. على سبيل المثال، بمجرد تحديد الطول والوقت، يمكن استخدام ثابت الجاذبية العالمي G ، من وجهة نظر الأبعاد، لتحديد الكتلة.
```

[ملاحظة 5] تجدر الإشارة إلى أنه من الناحية العملية، لا يمكن قياس G إلا بقياس نسبي. عدم اليقين في ترتيب (10-5).
[ملاحظة 6] التي كان من الممكن أن تؤدي إلى الحد الأعلى من قابلية تكرار الكيلوغرام في حوالي 10-5، في حين أن الكيلوغرام الدولي الحالي يمكن قياسه باحتساب 1.2 × 10−8. ]
وقد تم اختيار الثوابت الفيزيائية على أساس الحد الأدنى مع عدم الارتباط بقياس الثابت ودرجة استقلال الثابت بالنسبة للثوابت الأخرى التي كانت تستخدم. وعلى الرغم من أن BIPM قد طور معيار mise en pratique (تقنية عملية) لكل نوع من أنواع القياس، فإن mise en pratique المستخدم لجعل القياس ليس جزءًا من تعريف القياس - إنه مجرد تأكيد بأن القياس يمكن أن يكون يتم دون تجاوز الحد الأقصى المحدد مع عدم التاكيد.

## متغيرات الثوابت الفيزيائية الأساسية
الثوابت الفيزيائية الأساسية غالباً ما تعتمد بشكل كبير على بعضها البعض. وهذا يعني أن أفضل قيمة لثابت فيزيائي أساسي ، واحد أقل قدر من عدم اليقين بالتمام، ويمكن تحديده من خلال قياس الثوابت الفيزيائية الأساسية الأخرى مباشرة ، والتي يمكن حساب القيمة منها.
```
ثم يتم تحديد من هذه الثوابت من الثوابت الفيزيائية من الآخرين عن طريق نشر ثوابتها .
الثوابت التي تكون قيمتها ثابتة ، لتحديد الوحدات التي يتم التعبير عنها ، والتي لا يوجد ارتباط بها ، بحيث لا تمثل أي شك إضافي في قيمة الثابت المحسوب.
أحد الأسباب التي ستُغيّر نظام وحدة النظام الدولي: هو أن تحديد القيم يمكن أن يُحسَّن كثيراً إذا ما تم التعبير عنه في هذه الوحدات الجديدة. ويرجع ذلك إلى اعتماد هذه القيم على الثوابت الفيزيائية.
```

يوضح الجدول التالي التغييرات الملحوظة في تحديد الثوابت الفيزيائية الأساسية. يتم التعبير عن الثوابت في القياسات المباشرة والثوابت الثابتة لتقليل وتحديد الثوابث غير ثابته حقا. بعض الثوابت في هذا التعبير لا تساهم بشكل كبير فيها. فقط لاحظت العوامل الهامة. يتم إعطاء قيمة للمتغير النسبي من قبل بيانات [CODATA] لعام 2014، ويعبر عنه المتغير النسبي للعوامل الهامة ، مع ملاحظة ur (ثابت). يتم استخدام علامة [equals] تقريبًا (≈) إذا كانت درجة المتغير تقترب فقط من التعبير. هذا بسبب العوامل غير الهامة أو أخطاء التقريب.
| الثابت                     | الرمز                                                                                     | التعريف الحالى | التعريف الحالى                           | التعريف الحالى                                                            | التعريف المقترح                                                                            | التعريف المقترح                   | التعريف المقترح                                                   |
| الثابت                     | الرمز                                                                                     | العلاقة بالثوابت المقاسة مباشرةً والمحددة | العوامل الهامة في معدل الشك              | معدل الشك النسبى                                                          | العلاقة بالثوابت المقاسة مباشرةً والمحددة                                                   | العوامل الهامة في معدل الشك       | معدل الشك النسبى                                                  |
| -------------------------- | ----------------------------------------------------------------------------------------- | --- | ---------------------------------------- | ------------------------------------------------------------------------- | ------------------------------------------------------------------------------------------ | --------------------------------- | ----------------------------------------------------------------- |
| Mass of IPK                | {\displaystyle m({\mathcal {K}})}                                                         | 1 kg | none                                     | exact                                                                     | {\displaystyle m({\mathcal {K}})}                                                          | {\displaystyle m({\mathcal {K}})} | {\displaystyle 1.2\times 10^{-8}=u_{\text{r}}(m({\mathcal {K}}))} |
| ثابت بلانك                 | {\displaystyle h}                                                                         | {\displaystyle {\frac {8\alpha }{c\mu _{0}K_{\text{J}}^{2}}}}                                                                                     | {\displaystyle K_{\text{J}}^{2}}         | {\displaystyle 1.2\times 10^{-8}\approx 2u_{\text{r}}(K_{\text{J}})}      | 6.62607015×10−34 kg⋅m2⋅s−1                                                                 | none                              | exact                                                             |
| تدفق مغناطيسي كمي          | {\displaystyle K_{\text{J}}}                                                              | {\displaystyle K_{\text{J}}} | {\displaystyle K_{\text{J}}}             | {\displaystyle 6.1\times 10^{-9}=u_{\text{r}}(K_{\text{J}})}              | {\displaystyle {\frac {2e}{h}}}                                                            | none                              | exact                                                             |
| تأثير هول الكمي            | {\displaystyle R_{\text{K}}}                                                              | {\displaystyle {\frac {c\mu _{0}}{2\alpha }}} | {\displaystyle \alpha }                  | {\displaystyle 2.3\times 10^{-10}=u_{\text{r}}(\alpha )}                  | {\displaystyle {\frac {h}{e^{2}}}}                                                         | none                              | exact                                                             |
| شحنة أولية                 | {\displaystyle e}                                                                         | {\displaystyle {\frac {4\alpha }{c\mu _{0}K_{\text{J}}}}}                                                                                         | {\displaystyle K_{\text{J}}}             | {\displaystyle 6.1\times 10^{-9}\approx u_{\text{r}}(K_{\text{J}})}       | 1.602176634×10−19 A⋅s                                                                      | none                              | exact                                                             |
| نفاذية الفراغ              | {\displaystyle \mu _{0}}                                                                  | 4π×10−7 m⋅kg⋅s−2⋅A−2 | none                                     | exact                                                                     | {\displaystyle {\frac {2h\alpha }{ce^{2}}}}                                                | {\displaystyle \alpha }           | {\displaystyle 2.3\times 10^{-10}=u_{\text{r}}(\alpha )}          |
| سماحية الفراغ              | {\displaystyle \varepsilon _{0}}                                                          | {\displaystyle {\frac {1}{c^{2}\mu _{0}}}} | none                                     | exact                                                                     | {\displaystyle {\frac {e^{2}}{2hc\alpha }}}                                                | {\displaystyle \alpha }           | {\displaystyle 2.3\times 10^{-10}=u_{\text{r}}(\alpha )}          |
| معاوقة الفراغ              | {\displaystyle Z_{0}}                                                                     | {\displaystyle c\mu _{0}} | none                                     | exact                                                                     | {\displaystyle {\frac {2h\alpha }{e^{2}}}}                                                 | {\displaystyle \alpha }           | {\displaystyle 2.3\times 10^{-10}=u_{\text{r}}(\alpha )}          |
| Electron mass              | {\displaystyle m_{\text{e}}}                                                              | {\displaystyle {\frac {16R_{\infty }}{c^{2}\alpha \mu _{0}K_{\text{J}}^{2}}}}                                                                     | {\displaystyle K_{\text{J}}^{2}}         | {\displaystyle 1.2\times 10^{-8}\approx 2u_{\text{r}}(K_{\text{J}})}      | {\displaystyle {\frac {2hR_{\infty }}{c\alpha ^{2}}}}                                      | {\displaystyle \alpha ^{2}}       | {\displaystyle 4.7\times 10^{-10}\approx 2u_{\text{r}}(\alpha )}  |
| Electron molar mass        | {\displaystyle M({\text{e}})}                                                             | {\displaystyle A_{\text{r}}({\text{e}})M_{\text{u}}}                                                                                              | {\displaystyle A_{\text{r}}({\text{e}})} | {\displaystyle 2.9\times 10^{-11}=u_{\text{r}}(A_{\text{r}}({\text{e}}))} | {\displaystyle {\frac {2hR_{\infty }N_{\text{A}}}{c\alpha ^{2}}}}                          | {\displaystyle \alpha ^{2}}       | {\displaystyle 4.7\times 10^{-10}\approx 2u_{\text{r}}(\alpha )}  |
| وحدة كتل ذرية or dalton    | {\displaystyle {\begin{aligned}m_{\text{u}}&=1{\text{ u}}\\&=1{\text{ Da}}\end{aligned}}} | {\displaystyle {\frac {16R_{\infty }}{c^{2}\alpha \mu _{0}K_{\text{J}}^{2}A_{\text{r}}({\text{e}})}}}                                             | {\displaystyle K_{\text{J}}^{2}}         | {\displaystyle 1.2\times 10^{-8}\approx 2u_{\text{r}}(K_{\text{J}})}      | {\displaystyle {\frac {2hR_{\infty }}{c\alpha ^{2}A_{\text{r}}({\text{e}})}}}              | {\displaystyle \alpha ^{2}}       | {\displaystyle 4.7\times 10^{-10}\approx 2u_{\text{r}}(\alpha )}  |
| ثابت الكتلة المولية        | {\displaystyle M_{\text{u}}}                                                              | 0.001 kg⋅mol−1 | none                                     | exact                                                                     | {\displaystyle {\frac {2hR_{\infty }N_{\text{A}}}{c\alpha ^{2}A_{\text{r}}({\text{e}})}}}  | {\displaystyle \alpha ^{2}}       | {\displaystyle 4.7\times 10^{-10}\approx 2u_{\text{r}}(\alpha )}  |
| ثابت أفوجادرو              | {\displaystyle N_{\text{A}}}                                                              | {\displaystyle {\frac {c^{2}\alpha \mu _{0}K_{\text{J}}^{2}A_{\text{r}}({\text{e}})M_{\text{u}}}{16R_{\infty }}}}                                 | {\displaystyle K_{\text{J}}^{2}}         | {\displaystyle 1.2\times 10^{-8}\approx 2u_{\text{r}}(K_{\text{J}})}      | 6.02214076×1023 mol−1                                                                      | none                              | exact                                                             |
| Atomic mass of carbon-12   | {\displaystyle m(^{12}{\text{C}})}                                                        | {\displaystyle {\frac {192R_{\infty }}{c^{2}\alpha \mu _{0}K_{\text{J}}^{2}A_{\text{r}}({\text{e}})}}}                                            | {\displaystyle K_{\text{J}}^{2}}         | {\displaystyle 1.2\times 10^{-8}\approx 2u_{\text{r}}(K_{\text{J}})}      | {\displaystyle {\frac {24hR_{\infty }}{c\alpha ^{2}A_{\text{r}}({\text{e}})}}}             | {\displaystyle \alpha ^{2}}       | {\displaystyle 4.7\times 10^{-10}\approx 2u_{\text{r}}(\alpha )}  |
| Molar mass of carbon-12    | {\displaystyle M(^{12}{\text{C}})}                                                        | 0.012 kg⋅mol−1 | none                                     | exact                                                                     | {\displaystyle {\frac {24hR_{\infty }N_{\text{A}}}{c\alpha ^{2}A_{\text{r}}({\text{e}})}}} | {\displaystyle \alpha ^{2}}       | {\displaystyle 4.7\times 10^{-10}\approx 2u_{\text{r}}(\alpha )}  |
| ثابت فاراداي               | {\displaystyle F}                                                                         | {\displaystyle {\frac {c\alpha ^{2}K_{\text{J}}A_{\text{r}}({\text{e}})M_{\text{u}}}{4R_{\infty }}}}                                              | {\displaystyle K_{\text{J}},\alpha ^{2}} | {\displaystyle 6.2\times 10^{-9}\approx u_{\text{r}}(K_{\text{J}})}       | {\displaystyle eN_{\text{A}}}                                                              | none                              | exact                                                             |
| Temperature of نقطة ثلاثية | {\displaystyle T_{\text{TPW}}}                                                            | 273.16 K | none                                     | exact                                                                     | {\displaystyle T_{\text{TPW}}}                                                             | {\displaystyle T_{\text{TPW}}}    | {\displaystyle 5.7\times 10^{-7}=u_{\text{r}}(T_{\text{TPW}})}    |
| ثابت الغازات العام         | {\displaystyle R}                                                                         | {\displaystyle R} | {\displaystyle R}                        | {\displaystyle 5.7\times 10^{-7}=u_{\text{r}}(R)}                         | {\displaystyle kN_{\text{A}}}                                                              | none                              | exact                                                             |
| ثابت بولتزمان              | {\displaystyle k}                                                                         | {\displaystyle {\frac {16RR_{\infty }}{c^{2}\alpha \mu _{0}K_{\text{J}}^{2}A_{\text{r}}({\text{e}})M_{\text{u}}}}}                                | {\displaystyle R}                        | {\displaystyle 5.7\times 10^{-7}\approx u_{\text{r}}(R)}                  | 1.380649×10−23 kg⋅m2⋅K−1⋅s−2                                                               | none                              | exact                                                             |
| ثابت ستيفان-بولتزمان       | {\displaystyle \sigma }                                                                   | {\displaystyle {\frac {256\pi ^{5}R^{4}R_{\infty }^{4}}{15c^{7}\alpha ^{7}\mu _{0}K_{\text{J}}^{2}A_{\text{r}}({\text{e}})^{4}M_{\text{u}}^{4}}}} | {\displaystyle R^{4}}                    | {\displaystyle 2.3\times 10^{-6}\approx 4u_{\text{r}}(R)}                 | {\displaystyle {\frac {2\pi ^{5}k^{4}}{15h^{3}c^{2}}}}                                     | none                              | exact                                                             |

({\displaystyle c} = سرعة الضوء، {\displaystyle \alpha } = ثابت البناء الدقيق، {\displaystyle R_{\infty }} = ثابت ريدبرغ.)
وتجدر الإشارة إلى أن الكتلة الذرية النسبية للإلكترون Are تقاس نسبة إلى كتلة ذرة كربون -12 (مقسومة على 12). عندما يتم تعيين ثابت Avogadro في SI الجديد ، يمكن قياس الكتل الذرية في dalton (عن طريق تثبيت ثابت Avogadro)، بدلاً من وحدات الكتلة الذرية (عن طريق تثبيت كتلة الكربون 12)، مما يؤدي إلى اختلاف بين القيم من الكتلة الذرية النسبية والكتلة الذرية في وحدات دالتون.
- بالنسبة لإعادة تعريف كلفن فإن عدم الاستقرار النسبي لثابت بولتزمان المستمد من طريقتين مختلفتين بشكل أساسي مثل قياس حرارة الغاز السمعي وقياس حرارة الغاز الثابت العازل كهربائياً، أن يكونان أفضل من جزء واحد في 10−6 وأن هذه القيم تدعمها قياسات أخرى.[12]

في آذار/مارس 2011 حصلت مجموعة التنسيق الدولية لأفوكادرو (IAC) على عدم يقين قدره 3.0×10−8 وحصل المعهد الوطني للمعايير والتقنية (NIST) على درجة من عدم اليقين تبلغ 3.6×10−8 في قياساتها.
في 1 سبتمبر 2012 أطلقت الرابطة الأوروبية لمعاهد المقاييس الوطنية (EURAMET) مشروعًا رسميًا لتقليل الفرق النسبي بين توازن كيبل ونهج السليكون لقياس الكيلوغرام من (17±5)×10−8 إلى 2×10−8.
اعتبارًا من مارس 2013 أصبحت تعرف إعادة التعريف المقترحة بـ «إس آي الجديدة»، ولكن موهر بعد اقتراح المؤتمر العام للأوزان والمقاييس ولكن قبل اقتراح اللجة الاستشارية للوحدات الرسمي اقترح أنه بما أن النظام المقترح يستخدم ظواهر مقياس الذري بدلاً من المقياس العياني، يجب أن يسمى «نظام الكم إس آي».
اعتبارًا من قيم لجنة بيانات العلوم والتقنية (CODATA) الموصى بها لعام 2014 للثوابت الفيزيائية الأساسية (التي تم نشرها في عام 2016 باستخدام البيانات التي تم جمعها حتى نهاية عام 2014) فإن جميع القياسات تفي بمتطلبات المؤتمر العام للأوزان والمقاييس، والطريق واضحة للمضي قدمًا في إعادة التعريف والاجتماع الرباعي السنوات في أواخر عام 2018.
في 20 أكتوبر 2017 وافق الاجتماع السادس بعد المائة للجنة الدولية للأوزان والمقاييس (CIPM) رسمياً على مشروع قرار منقح أ يدعو إلى إعادة تعريف إس آي للتصويت عليه في الدورة 26 للمؤتمر العام للأوزان والمقاييس:17–23، وفي نفس اليوم رداً على اعتماد اللجنة الدولية للأوزان والمقاييس للقيم النهائية، نشر فريق مهام لجنة بيانات العلوم والتقنية على الثوابت الأساسية قيمه الموصى بها لعام 2017 للثوابت الأربعة (مع عدم اليقين) والقيم العددية المقترحة لإعادة تعريف (بدون عدم التيقين).

## وحدة القياس دالتون
في عام 1993، وافق الاتحاد الدولي للكيمياء البحتة والتطبيقية (IUPAC) على استخدام الدالتون كبديل لوحدة الكتلة الذرية الموحدة مع المؤهلات التي لم تعطها CGPM. وقد تم منح هذه الموافقة منذ ذلك الحين. {52} بعد اقتراح إعادة تعريف وحدة المول من خلال تحديد قيمة ثابت أفوغادرو ، اقترح بريان ليونارد من جامعة أكرون ، كتابة في Metrologia أن يعاد تعريف دالتون (دا) بحيث NA = (g / Da) mol − 1، ولكن أن وحدة الكتلة الذرية الموحدة (مو) تحتفظ بتعريفها الحالي على أساس الكتلة من 12C ، والتوقف عن تساوي بالضبط دالتون. وهذا من شأنه أن يؤدي إلى دالتون ويمكن أن تختلف وحدة الكتلة الذرية عن بعضها البعض مع عدم يقين نسبي من ترتيب 10-10. [53]

## تعليق
في عام 2010، نشر ماركوس فوستر من منظمة الكومنولث نقدٍا للبحوث العلمية والصناعية على واسع النطاق لـ SI أثار فيه العديد من القضايا التي تتعتبر من القضايا الأساسية مثل غياب الرمز "Ω" من معظم لوحات المفاتيح الغربية إلى القضايا المجردة مثل: الشكليات غير الكافية في المفاهيم المترولوجية التي يستند إليها SI.
```
من التغييرات المقترحة في «New SI » تناولت فقط القضايا المتعلقة بتعريف الوحدات الأساسية بما في ذلك 
```

- التعريفات الجديدة للكندة
- والوحدات mole - التي قال فوستر أنها ليست وحدات أساسية حقيقية. •

قضايا أخرى أثارتها فوستر تقع خارج نطاق هذا الاقتراح. 59
وقد تم الإعراب عن القلق من أن استخدام تعريفات ثابتة صريحة للوحدة التي يتم تعريفها والتي لا تتعلق بمثال عن كميتها سيكون لها العديد من التأثيرات الضارة.60
على الرغم من أن هذا النقد ينطبق على الربط المقترح للكيلوغرام مع ثابت بلانك عبر طريق يتطلب معرفة بالنسبية الخاصة والميكانيك الكمومي ، 61 إلا أنه لا ينطبق على التعريف المقترح للأمبير ، وهو أقرب إلى مثال على كميته من التعريف الحالي.62
رحب بعض المراقبين باقتراح ترسيخ تعريف التيار الكهربائي على شحنة الإلكترون بدلًا من التعريف الحالي لقوة بين سلكين متوازيين يحملان التيار - نظرًا لطبيعة التفاعل الكهرومغناطيسي بين جسمين على مستوى الديناميكا الكهربائية الكوانتية يختلف نوعًا ما عن الطبيعة في المستويات الكهربية الديناميكية الكلاسيكية ، ويعتبر من غير المناسب استخدام الديناميكا الكهربائية الكلاسيكية لتحديد الكميات الموجودة في المستويات الكهربية الديناميكية الكمومية. 46

## قياس Avogadro
عندما تم الإبلاغ عن حجم الاختلاف بين IPK والنماذج الأولية للكيلوغرام الوطني في عام 2005، نشأ نقاش حول أفضل طريقة لإعادة تعريف الكيلوغرام - هل يجب تحديد الكيلوغرام من حيث كتلة ذرة السيليكون -28 ؟!أو يجب تحديدها باستخدام الرصيد Kibble؟!
يمكن تحديد كتلة ذرة السيليكون باستخدام مشروع Avogadro واستخدام رقم Avogadro أن ترتبط مباشرة بالكيلوغرام.63
كما تم الإعراب عن القلق من أن واضعي الاقتراح قد فشلوا في معالجة تأثير كسر الرابطة بين الخلد والكيلوغرام والدالون (دا) وثابت أفوغادرو (ملاحظة رقم N).
لمجرد أن الخلد ليس وحدة فيزيائية حقيقية ، ولكن ، على حد تعبير الفيلسوف السويدي يوهانسون ، يعتبر الخلد «عامل تحجيم». 59 64
يعرّف كتيب SI (الطبعة الثامنة) الدالتون من حيث كتلة ذرة 12C: وهو يحدد ثابت أفوغادرو من حيث هذه الكتلة والكيلوغرام ، مما يجعله يحدد بالتجربة يعمل هذا المقترح على إصلاح ثابت أفوغادرو ، ويحتفظ مسودة كتيب SI التاسع 10 بتعريف دالتون من حيث 12C ، مع التأثير على كسر الرابط بين الدالتون والكيلوغرام.65 66

## درجة الحرارة
درجة الحرارة : هي نوع من الغموض - يمكن قياس درجة حرارة الغرفة عن طريق توسيع وتقلص سائل في ميزان حرارة ، ولكن درجات الحرارة المرتفعة غالباً ما ترتبط بلون.
```
قال 
Wojciech T. Chyla
 ، الذي يقترب من بنية SI من وجهة نظر فلسفية في مجلة الجمعية الفيزيائية البولندية ، أن درجة الحرارة ليست وحدة أساسية حقيقية ولكنها بالأحرى متوسط للطاقات الحرارية للجسيمات الفردية التي تشكل الهيئة المعنية.
46
 وأشار إلى أنه في العديد من الأوراق النظرية ،
```

يتم تمثيل درجة الحرارة بالكميات Θ أو β
حيث
{\displaystyle \Theta =kT;\ \ \ \beta ={1 \over kT}}
و k هو ثابت بولتزمان.
ومع ذلك اعترف شيلا بأن درجة حرارة العالم في العالم الماكروسكوبي تلعب دور وحدة أساسية بقدر ما تعتمد نظرية الديناميكا الحرارية على درجة الحرارة.
تقوم اللجنة الاستشارية لقياس الحرارة ، وهي جزء من اللجنة الدولية للأوزان والمقاييس ، بنشر تحليل ميداني (تقنية عملية)، تم تحديثه آخر مرة في عام 1990، لقياس درجة الحرارة التي ، عند درجات حرارة منخفضة جدًا وفي درجات حرارة عالية جدًا ، تستفيد بشكل كبير من ربط الطاقة لدرجة الحرارة عبر ثابت بولتزمان. 67 68.

## كثافة مضيئة
يجادل فوستر بأن «كثافة الضوء [الشمعة] ليست كمية فيزيائية ، ولكن كمية ضوئية موجودة في الإدراك البشري»، وبالتالي تتساءل عما إذا كان ينبغي أن تكون الشمعة وحدة أساسية. 59